# FIBAアジア
FIBAアジア（FIBA Asia）は、国際バスケットボール連盟（FIBA）傘下のアジア地域連盟である。本部はマレーシアのクアラルンプールにある。1960年に「アジアバスケットボール連盟（ABC）」として発足。2004年より現組織名。

## FIBAアジア内地域協会
- 東アジアバスケットボール協会（EABA)
- 東南アジアバスケットボール協会（SEABA）
- 南アジアバスケットボール協会（SABA）
- 西アジアバスケットボール協会（WABA）
- 湾岸バスケットボール協会（GBA）
- 中央アジアバスケットボール協会（CABA）

FIBAアジア内は東アジア、東南アジア、中央アジア、南アジア、西アジア、湾岸の6つのサブゾーンに分けられており、アジアカップ（旧アジア選手権）の予選等もサブゾーンごとに行われている。

## 加盟国
| 中央アジア (CABA)    |
| -------------------- |
| カザフスタン         |
| キルギス             |
| タジキスタン         |
| トルクメニスタン     |
| ウズベキスタン       |
| 東アジア (EABA)      |
| 中華人民共和国       |
| チャイニーズタイペイ |
| 北朝鮮               |
| 香港                 |
| 日本                 |
| 韓国                 |
| マカオ               |
| モンゴル             |
| 湾岸 (GBA)           |
| バーレーン           |
| クウェート           |
| オマーン             |
| カタール             |
| サウジアラビア       |
| アラブ首長国連邦     |
| 南アジア (SABA)      |
| アフガニスタン       |
| バングラデシュ       |
| ブータン             |
| インド               |
| モルディブ           |
| ネパール             |
| パキスタン           |
| スリランカ           |
| 東南アジア (SEABA)   |
| ブルネイ             |
| カンボジア           |
| インドネシア         |
| ラオス               |
| マレーシア           |
| ミャンマー           |
| フィリピン           |
| シンガポール         |
| タイ                 |
| ベトナム             |
| 西アジア (WABA)      |
| イラン               |
| イラク               |
| ヨルダン             |
| レバノン             |
| パレスチナ           |
| シリア               |
| イエメン             |

## 主な主催大会

### ナショナルチーム
- FIBA男子アジアカップ
- FIBA女子アジアカップ
- FIBAアジアチャレンジ
- FIBAアジアU-18選手権
- FIBAアジアU-16選手権
- アジア競技大会バスケットボール競技（アジアオリンピック評議会主催、FIBAアジア主管）
- ウィリアム・ジョーンズカップ
- FIBAアジア3x3カップ

### クラブチーム
- FIBAアジアチャンピオンズカップ

### 過去に開催された大会
- FIBAアジアU-20選手権

### サブゾーン主催大会
- 東アジアバスケットボール選手権
- 東南アジアバスケットボール選手権
- 西アジアバスケットボール選手権